# Fabolous
John Jackson (Født 18. november 1977 i Brooklyn, New York) er en amerikansk rapper. Han er bedre kendt under navnet Fabolous.

## Diskografi

### Albums
- 2001: Ghetto Fabolous
- 2003: Street Dreams
- 2004: Real Talk
- 2007: From Nothin' to Somethin'
- 2009: Loso's Way *

### Mixtapes
- 2003 Street Dreams Pt. 2
- 2005 My Life Is
- 2006 Loso's Way - Rise to Power
- 2007 Loso's Way Part II
- 2007 DJ Trigga Presents: Return of the Hustler